# Brebu Mânăstirei, Prahova
Brebu Mânăstirei (denumit în trecut și Malu Lupului) este satul de reședință al comunei Brebu din județul Prahova, Muntenia, România. Se află pe partea stângă a râului Doftana.